# Kanton Arras-Ouest
Der Kanton Arras-Ouest war von 1982 bis 2015 ein französischer Kanton im Arrondissement Arras, im Département Pas-de-Calais und in der Region Nord-Pas-de-Calais.

## Gemeinden
Der Kanton umfasste einen Teil des Stadtgebiets von Arras.